# Rony Beard
Rony Beard Murray (nacido en Puerto Plata, República Dominicana, el 24 de noviembre de 1988) es un exfutbolista profesional dominicano. Se desempeñaba en el terreno de juego como extremo o media punta y fue internacional por República dominicana.
Jugo también en 3 temporadas en la Primera división del fútbol caribeño llegando a dos finales. 
Estuvo en la dirección deportiva para los juegos olímpicos de Paris en 2024 donde República dominicana hizo historia y compitió a muy buen nivel.
Actualmente colabora con la Federación dominicana de fútbol en el control de los jugadores dominicanos en Europa. 

## Clubes
| Club                        | País                 | Año             |
| --------------------------- | -------------------- | --------------- |
| C. D. Coslada               | España               | 2007 - 2008     |
| Sporting Cabanillas         | España               | 2008 - 2009     |
| C. D. Guadalajara B         | España               | 2009 - 2012     |
| C. D. Marchamalo            | España               | 2012 - 2013     |
| C. D. Quintanar del Rey     | España               | 2013 - Apertura |
| Hellín Deportivo            | España               | 2013 - Clausura |
| Real Ávila C. F.            | España               | 2014 - 2015     |
| Cibao FC                    | República Dominicana | 2015 - 2016     |
| Club Atlético San Francisco | República Dominicana | 2017 - 2020     |

Club de Fútbol Alovera 2020-presente